# The Album (The Firm)
The Album è l'unico album del supergruppo hip hop The Firm, pubblicato il 21 ottobre del 1997 e distribuito da Aftermath e Interscope. Il progetto è stato creato da Nas, dal manager Steve Stoute e dai produttori Dr. Dre e i Trackmasters che hanno avuto l'idea di formare un supergruppo hip hop. L'organico originale prevedeva Nas, AZ, Cormega e Foxy Brown, tutti presenti nella canzone Affirmative Action dell'album It Was Written (1996). Tuttavia, Cormega è rimpiazzato da Nature prima della realizzazione del disco a causa di divergenze artistiche tra lui e Nas e disaccordi contrattuali con Stoute.
Il disco è un concept album che ruota attorno ai temi della mafia e dello stile di vita "gangsta". Le tracce dell'album sono state prodotte principalmente da Dr. Dre, i Trackmasters e Chris Taylor e prevedono la collaborazione di Wizard, Pretty Boy, Dawn Robinson, Noreaga, Canibus e Half-a-Mill.
L'album ha ricevuto recensioni contrastanti da parte della critica a causa del suono mainstream orientato al pop piuttosto che agli stili precedenti dei singoli membri. The Album debutta al primo posto nella Billboard 200 e nella classifica dedicata alle produzioni R&B/Hip-Hop, classificandosi anche in Francia, Regno Unito e Canada. Il disco vende 147.000 nella sua prima settimana e 925.000 complessivamente negli Stati Uniti, ottenendo il certificato di disco d'oro in Canada. Due singoli sono pubblicati dall'album, con Firm Biz che raggiunge la dodicesima posizione nella Hot R&B/Hip-Hop Airplay e il numero ottanta UK Singles Chart. Tuttavia, il secondo singolo dell'album Phone Tap non riesce a classificarsi.

## Background
Prima della costituzione di The Firm, i futuri membri e affiliati del gruppo erano in fasi transitorie della loro carriera. In seguito all'acclamazione della pietra miliare e album di debutto Illmatic (1994), Nas decide di concentrare i suoi sforzi verso una direzione maggiormente commerciale per il suo album successivo. Nonostante il suo impatto significativo sull'hip hop, all'epoca Illmatic non aveva ottenuto un buon successo commerciale, in parte a causa della personalità timida di Nas e in parte a causa del ritiro dalla promozione del disco. Nas inizia a collaborare con altri artisti, incluse le canzoni Fast Life in 4,5,6 di Kool G Rap e in Verbal Intercourse in Only Built 4 Cuban Linx... di Raekwon (entrambe del 1995; è inoltre il primo rapper a collaborare a una traccia del Wu-Tang Clan pur non essendone membro), iniziando a lavorare sotto lo pseudonimo di Nas Escobar in queste apparizioni e contribuendo ad aumentare la propria popolarità nella comunità hip hop.
In seguito, le sue spese eccessive l'avevano lasciato senza soldi, dato che aveva dovuto affittare il vestito per i Source Awards del 1995. Il successo del lavoro del collega East Coast The Notorious B.I.G. alla premiazione è il segnale per Nas al fine di cambiare il suo approccio commerciale, ingaggiando Steve Stoute come manager al posto di MC Serch. Mentre Illmatic raggiunge la certificazione di disco d'oro, Stoute convince Nas a portare il suo secondo album in una direzione più commerciale, ingaggiando a sua volta i produttori Trackmasters, già noti per il loro successo nella musica hip hop mainstream dell'epoca.
Contemporaneamente, la rapper di Brooklyn Foxy Brown attira l'attenzione dei Trackmasters lavorando sul disco Mr. Smith (1995) di LL Cool J. Tra il 1995 e il 1996, Foxy Brown appare su diversi singoli certificati d'oro e di platino quali Ain't No Nigga di Jay-Z e You're Makin' Me High di Toni Braxton. Le sue apparizioni scatenano una guerra tra etichette discografiche all'inizio del 1996, che si conclude con la firma della rapper per la Def Jam Recordings. Il successo di I Shot Ya ha spinto la sua inclusione, assieme ai rapper AZ e Cormega, nella traccia collaborativa di Nas Affirmative Action, presente nel suo secondo album, It Was Written (1996). La collaborazione arriva sulla scia del successo della critica dell'album d'esordio di AZ Doe or Die (1995), dopo aver inizialmente attirato l'attenzione con la sua performance in Life's a Bitch di Nas (1993) e aver collaborato nuovamente con Nas in Mo Money, Mo Murder (Homicide) che, secondo il critico Steve Jost, «può essere considerato l'incontro inaugurale di The Firm.» Cormega, la cui carriera di rapper era stata sospesa a causa della sua incarcerazione all'inizio degli anni novanta – citata da Nas in One Love (1994) –, è rilasciato dalla prigione nel 1995. Lavorando con i Trackmasters come produttori, Foxy Brown pubblica il suo album di debutto Ill Na Na (1996), che diviene un grande successo commerciale vendendo oltre due milioni di copie in tutto il mondo.

### Affirmative Actione l'esclusione di Cormega
Il gruppo nasce quando Nas raduna i tre rapper dandogli un verso a testa nell'ottava traccia del suo secondo disco, It Was Written (1996): la canzone tratta il racconto di una rapina e di tre personaggi con rapporti mafiosi. Il brano è Affirmative Action, il cui successo commerciale – nel 1996 è 75° tra le R&B/Hip-Hop Airplay nonostante non sia un singolo, arrivando alla popolarità anche nelle strade e divenendo uno dei punti salienti del secondo disco di Nas – e di critica – Brett Berliner di Stylus Magazine descrive il beat della traccia come «estremamente mafioso, che sembra uscito da Quei bravi ragazzi, con archi in crescendo», mentre nomina la canzone come «una delle migliori tracce di gruppo di tutti i tempi»; in una recensione retrospettiva, Jason Birchmeier di AllMusic lo definisce un «brano di gruppo di alto profilo» e «straordinario» – convince i tre ad accettare facilmente la proposta di Nas della creazione di un supergruppo. Affirmative Action diviene quindi la prima traccia del gruppo originario e anche l'ultima con Cormega come componente del supergruppo.
Il supergruppo è ideato dal manager Steve Stoute, da Nas e dai produttori Dr. Dre e i Trackmasters. Nonostante ciò, come scrive Matt Jost per RapReviews, prima della realizzazione del disco, Cormega è estromesso dal gruppo: «in modo abbastanza appropriato, la storia di The Firm inizia con un atto di tradimento. Il quartetto composto da Nas, AZ, Cormega e Foxy Brown ha interpretato la sua prima e unica storia su Affirmative Action [traccia] del secondo album di Nas It Was Written. Ma a un certo punto tra l'inserimento di Foxy Brown in Letter to the Firm del '96 (Ill Na Na) e la pubblicazione del '97 di The Album, Cormega è stato sostituito dal collega del Queensbridge Nature.» L'esclusione di Cormega dall'album è stata oggetto di dibattito. Secondo Jost, Cormega è licenziato per via di alcune divergenze artistiche con Nas, tuttavia il motivo principale della sua espulsione è il contrasto avuto con Steve Stoute: il produttore della Interscope Records pretendeva che Cormega firmasse un contratto con la sua società, mentre l'artista si era già accordato con la Def Jam. Secondo l'opinione di Jason Birchmeier per Allmusic, il motivo dell'allontanamento di Cormega varia (o Nas o Stoute o entrambi semplicemente preferivano Nature). Il licenziamento di Cormega si porta dietro qualche strascico: nasce una faida con Nas e Nature, contro cui il rapper di Brooklyn lascia partire una serie di dissing, continuando a fare riferimento al gruppo anche dopo lo scioglimento a causa del risentimento. L'amarezza di Cormega aumenta quando il suo album d'esordio per la Def Jam The Testament, previsto per il 1998, è accantonato per sempre dall'etichetta. Nel 2005, Cormega riesce a ottenere i diritti e a pubblicare l'album attraverso la sua label indipendente Legal Hustle.

## Titolo
Secondo il critico Steve Juon di RapReviews, il titolo dell'album, così come il nome del gruppo, è stato ispirato dal romanzo thriller del 1991 di John Grisham The Firm e al film dal titolo omonimo. Mentre è stato pubblicato con il titolo The Album, gli autori e i critici musicali si sono riferiti all'album con titoli come The Firm, Nas, Foxy Brown, AZ, and Nature Present the Firm: The Album, e The Firm — The Album o The Firm: The Album.

## Performance commerciale e conseguenze
The Album debutta al primo posto nella Billboard 200 e nella Top R&B/Hip-Hop Albums vendendo 147 000 copie fisiche nella sua prima settimana e dimostrandosi un grande successo commerciale. Il disco ha avuto successo internazionale, entrando nelle classifiche di Francia, Paesi Bassi e Canada. In Canada, l'album dei The Firm vende più di 50 000 copie e ottiene la certificazione d'oro, vendendo in totale 925.000 dischi negli Stati Uniti.
La critica ha opinioni contrastanti sulle conseguenze dell'impatto dell'album nelle carriere soliste dei membri di The Firm. Secondo la rivista The Source, «a prescindere dal successo commerciale, questo album ha lanciato le carriera di ciascuno dei membri del supergruppo. Nas ha catturato l'attenzione di un pubblico più ampio e la sua svolta verso un suono più commerciale, lo ha reso più appetibile anche ai non appassionati di hip hop. Per quanto riguarda Nature, AZ e Foxy Brown hanno tutti guadagnato immenso potere semplicemente trovandosi in un gruppo con un peso massimo come Nas e dentro un album numero 1 che è volato sugli scaffali di tutto il mondo. Per AllMusic, «il supergruppo è diventato una breve nota nella carriera dei suoi partecipanti principali.» Secondo Steve Jost invece, «l'album è un duro colpo sulla carriera dei singoli artisti e conferma i sospetti di coloro che hanno dato poco credito al Dre post-Death Row e di coloro che percepivano il passaggio di "Nasty Nas" al "Nas Escobar" di It Was Written come il declino dal prodigio lirico al mafioso megalomane.»

## Ricezione
| Recensione             | Giudizio |
| ---------------------- | -------- |
| AllMusic               | [ 1 ]    |
| Robert Christgau       | B−       |
| Entertainment Weekly   | B+       |
| Los Angeles Daily News | [ 25 ]   |
| The Source             | [ 4 ]    |
| RapReviews             | [ 12 ]   |
| Vibe                   | mista    |
| Rhapsody               | mista    |

The Album è stroncato dalla critica specializzata ed è pressoché considerato all'unanimità un fallimento: ciò, sommato all'insufficiente successo di vendite finale, porta alla chiusura definitiva del supergruppo poco dopo l'uscita dal disco, con i singoli membri che intraprendono strade soliste.
The Album riceve tutta l'attenzione richiesta dalla sua formazione, suscitando grande clamore e aspettative altrettanto ambiziose nel panorama hip hop, per poi non riuscire a dimostrarsi all'altezza delle stesse, nonostante avesse tutti gli elementi per il successo: dalle prodezze liriche, al sex appeal fino alla produzione all'avanguardia. Firm Fiasco, uno dei brani presenti nel disco, arriva a simboleggiare il fallimento di questo primo album dell'Aftermath. Secondo Steve Jost di RapReviews, «così come il titolo, il contenuto dell'intero album difetta in originalità.»
In particolare, la critica è concorde nell'affermare che alla fine «The Firm non c'entra il suo obbiettivo.»
Le critiche negative non risparmiano i singoli membri: Jost afferma che «Nas e AZ non raggiungono mai il livello di Mo Money, Mo Murder (Homicide)» (1995) e assieme a Foxy Brown, a cui la critica imputa gli eccessivi riferimenti sessuali in ogni suo verso, «non riescono a inserire alcun significato in questo progetto», a differenza loro, «nonostante sia la matricola, Nature è l'unico [presente] in The Firm con capacità narrative adeguate.» Anche la produzione è spesso criticata: Qa'd Jacobs per Allmusic, afferma che «la produzione di Dre è atipicamente diversa [...] e manca di campioni o arrangiamenti che ricordino il suo lavoro con N.W.A., Snoop Dogg o i suoi progetti solisti», attribuendo la minore qualità della produzione di Dr. Dre «alla collaborazione con Chris "The Glove" Taylor, che produce cinque delle sei tracce di Dre.» Lapidario il critico Fred Schuster per il Los Angeles Daily News: «[con] alcune tracce prodotte dal sopravvalutato Dr. Dre [...] il disco sembra istantaneamente fuori moda come un Pet Rock» dando all'album il voto minimo di una stella su quattro. Nonostante Dr. Dre e i Trackmasters abbiano contribuito parimenti alla produzione, il produttore L.E.S. si aggiudica la produzione per il singolo Firm Biz. La canzone, una prevedibile traccia pop con la collaborazione dell'ex cantante R&B delle En Vogue Dawn Robinson, è un fallimento. Jost recensisce in modo sufficiente la produzione dell'album.
Qa'id Jacobs per Allmusic gli assegna due stelle e mezzo su cinque, scrivendo: «The Album è un viaggio uditivo nella vita di una manciata di individui malvagi che vivono uno stile di vita da gangster, per quanto poco credibile. Tempestato da oscena profanità, violenza e un contenuto limitato di propositi, l'album non riesce a dare un'impressione favorevole o unica tra le pubblicazioni contemporanee.» Jost recensisce l'album con un voto di cinque decimi (4/10 ai testi), scrivendo: «nessun altro progetto simboleggia sia le ambizioni dell'hip hop ispirato alla mafia sia ai suoi simboli come The Firm.» Tra le rare recensioni positive, Rhapsody scrive invece che «l'album omonimo dei The Firm sfoggia ancora belle canzoni in tema mafioso», mentre Entertainment Weekly lo descrive come «il più grande supergruppo hip hop di sempre» e «la corte suprema del rap», dandogli comunque una valutazione positiva.
Tra le collaborazioni degli ospiti, anche queste non esenti da critiche, spicca l'elogiata performance di Canibus: Vibe scrive che «come al solito s'impadronisce della scena.»

## Tracce
1. Intro – 0:47
2. Firm Fiasco – 4:28 (testo: Anthony Cruz, Nasir Jones, Inga Marchand, Chris Taylor, Andre Young – musica: Dr. Dre, Chris Taylor)
3. Phone Tap Intro – 0:35
4. Phone Tap (featuring Dr. Dre) – 3:46 (testo: Cruz, Jones, Taylor, Young, Jermaine Baxter – musica: Dr. Dre)
5. Executive Decision – 3:43 (testo: Baxter, Cruz, Jones, Samuel Barnes, Jean-Claude Olivier, Richard Pimentel – musica: Poke & Tone, Curt Gowdy)
6. Firm Family (featuring Dr. Dre) – 4:00 (testo: Baxter, Al Goodman, Harry Ray, Sylvia Robinson, Richard Vick – musica: Dr. Dre, Chris Taylor)
7. Firm All Stars (featuring Pretty Boy) – 3:20 (testo: Barnes Marchand Olivier – musica: Poke & Tone)
8. Fuck Somebody Else Intro – 1:19
9. Fuck Somebody Else – 4:23 (testo: Marchand, Kenneth Gamble, Leon Huff – musica: Dr. Dre, Chris Taylor)
10. Hardcore – 4:10 (testo: Barnes, Jones, Marchand, Olivier, James Harris III, Terry Lewis – musica: Poke & Tone)
11. Untouchables (featuring Wizard) – 1:13 (testo: Jones, Melvin Bradeen – musica: Dr. Dre, Mel-Man)
12. Five Minutes to Flush Intro – 0:45
13. Five Minutes to Flush – 4:43 (testo: Baxter, Young, John Fletcher, Jalil Hutchins, Larry Smith – musica: Dr. Dre, Chris Taylor)
14. Desperados Intro – 0:29
15. Desperados (featuring Canibus) – 4:30 (testo: Barnes, Baxter, Cruz, Olivier, Pimentel, Germaine Williams, Wasis Diop – musica: Poke & Tone)
16. Firm Biz (featuring Dawn Robinson) – 3:24 (testo: Cruz, Jones, Marchand, Anthony Brockert Leshan Lewis, Allen McGrier – musica: L.E.S.)
17. I'm Leaving (featuring N.O.R.E.) – 3:31 (testo: Barnes, Baxter, Olivier, Victor Santiago – musica: Poke & Tone)
18. Throw Your Guns (featuring Half-A-Mil) – 3:58 (testo: Barnes, Cruz, Olivier, Jasun Wardlaw – musica: Poke & Tone)

Durata totale: 53:04

## Classifiche

### Classifiche settimanali
| Classifica (1997)         | Posizione massima |
| ------------------------- | ----------------- |
| Canada                    | 8                 |
| Francia                   | 54                |
| Paesi Bassi               | 51                |
| Stati Uniti               | 1                 |
| US Top R&B/Hip-Hop Albums | 1                 |

### Classifiche di fine anno
| Classifica (1997) | Posizione massima |
| ----------------- | ----------------- |
| Stati Uniti       | 197               |